# Aristolochia rugosa
Aristolochia rugosa là một loài thực vật có hoa trong họ Aristolochiaceae. Loài này được Lam. mô tả khoa học đầu tiên năm 1783.